# Tommaso D'Orsogna
Tommaso D'Orsogna (Perth (West-Australië), 29 december 1990) is een Australische zwemmer. Hij vertegenwoordigde zijn vaderland op de Olympische Zomerspelen 2012 in Londen

## Carrière
Bij zijn internationale debuut, op de wereldkampioenschappen zwemmen 2009 in Rome, werd D'Orsogna uitgeschakeld in de series van de 200 meter wisselslag. Samen met Kenrick Monk, Robert Hurley en Patrick Murphy sleepte hij de bronzen medaille in de wacht op de 4x200 meter vrije slag, op de 4x100 meter vrije slag eindigde hij samen met Matt Abood, Matt Targett en Andrew Lauterstein op de achtste plaats.
Op de Pan Pacific kampioenschappen zwemmen 2010 in Irvine eindigde de Australiër als achtste op de 200 meter wisselslag, op de 100 en de 200 meter vrije slag strandde hij in de series. Tijdens de Gemenebestspelen 2010 in Delhi eindigde D'Orsogna als zesde op de 100 meter vrije slag, op de 200 meter wisselslag werd hij uitgeschakeld in de series. Samen met Kyle Richardson, Eamon Sullivan en James Magnussen veroverde hij de gouden medaille op de 4x100 meter vrije slag. In Dubai nam de Australiër deel aan de wereldkampioenschappen kortebaanzwemmen 2010. Op dit toernooi eindigde hij als zevende op de 200 meter vrije slag en als achtste op de 200 meter wisselslag, op de 100 meter wisselslag strandde hij in de series. Op de 4x100 meter vrije slag eindigde hij samen met James Magnussen, Matt Abood en Kyle Richardson op de vijfde plaats, samen met Patrick Murphy, Mitchell Dixon en Kyle Richardson eindigde hij als vijfde op de 4x200 meter vrije slag. Op de 4x100 meter wisselslag zwom hij samen met Benjamin Treffers, Brenton Rickard en Christopher Wright in de series, in de finale eindigden Treffers en Rickard samen met Geoff Huegill en Matt Abood op de vijfde plaats.
Op de wereldkampioenschappen zwemmen 2011 in Shanghai zwom D'Orsogna samen met Kenrick Monk, Jarrod Killey en Ryan Napoleon in de series van de 4x200 meter vrije slag, in de finale eindigden Monk, Killey en Napoleon samen met Thomas Fraser-Holmes op de vijfde plaats.
Tijdens de Olympische Zomerspelen van 2012 in Londen zwom de Australiër samen met Hayden Stoeckel, Brenton Rickard en Matt Targett in de series van de 4x100 meter wisselslag, in de finale legden Stoeckel en Targett samen met Christian Sprenger en James Magnussen beslag op de bronzen medaille. Voor zijn aandeel in de series ontving D'Orsogna de bronzen medaille. Op de 4x100 meter vrije slag zwom hij samen met Cameron McEvoy, James Roberts en James Magnussen in de series, in de finale eindigden Roberts en Magnussen samen met Matt Targett en Eamon Sullivan op de vierde plaats. In Istanboel nam D'Orsogna deel aan de wereldkampioenschappen kortebaanzwemmen 2012. Op dit toernooi sleepte hij de zilveren medaille in de wacht op de 100 meter vrije slag. Samen met Jarrod Killey, Kyle Richardson en Robert Hurley veroverde hij de zilveren medaille op de 4x200 meter vrije slag, op de 4x100 meter vrije slag legde hij samen met Kyle Richardson, Travis Mahoney en Kenneth To beslag op de bronzen medaille. Op de 4x100 meter wisselslag sleepte hij samen met Robert Hurley, Kenneth To en Grant Irvine de bronzen medaille in de wacht.
Op de wereldkampioenschappen zwemmen 2013 in Barcelona geraakte D'Orsogna niet door de reeksen van de 100 meter vlinderslag. Aan de zijde van  Christian Sprenger, Ashley Delaney en James Magnussen zwom D'Orsogna naar zilver op de 4x100 meter wisselslag. Samen met Cameron McEvoy, James Magnussen en James Roberts eindigde D'Orsogna vierde in de finale van de 4x100 meter vrije slag.

## Internationale toernooien
| Jaar | Olympische Spelen                                                                                          | WK langebaan                                                    | WK kortebaan | PanPacs                                                    | Gemenebestspelen                                             |
| ---- | --- | --------------------------------------------------------------- | --- | ---------------------------------------------------------- | ------------------------------------------------------------ |
| 2009 | | 18e 200m wisselslag · 8e 4x100m vrije slag · 4x200m vrije slag  | |                                                            |                                                              |
| 2010 | |                                                                 | 7e 200m vrije slag 10e 100m wisselslag 8e 200m wisselslag 5e 4x100m vrije slag 5e 4x200m vrije slag 5e 4x100m wisselslag D'Orsogna zwom enkel de series | 20e 100m vrije slag 22e 200m vrije slag 8e 200m wisselslag | 6e 100m vrije slag · 15e 200m wisselslag · 4x100m vrije slag |
| 2011 | | 5e 4x200m vrije slag D'Orsogna zwom enkel de series             | |                                                            |                                                              |
| 2012 | 4e 4x100m vrije slag · D'Orsogna zwom enkel de series · 4x100m wisselslag · D'Orsogna zwom enkel de series |                                                                 | 100m vrije slag · 4x100m vrije slag · 4x200m vrije slag · 4x100m wisselslag                                                                             |                                                            |                                                              |
| 2013 | | 19e 100m vlinderslag · 4e 4x100m vrije slag · 4x100m wisselslag | |                                                            |                                                              |

## Persoonlijke records
Bijgewerkt tot en met 12 augustus 2013
Kortebaan
| Afstand         | Tijd    | Datum            | Plaats    |
| --------------- | ------- | ---------------- | --------- |
| 100m vrije slag | 46,68   | 12 december 2012 | Istanboel |
| 200m vrije slag | 1.42,26 | 8 augustus 2009  | Hobart    |
| 100m wisselslag | 52,71   | 12 augustus 2009 | Hobart    |
| 200m wisselslag | 1.55,41 | 17 december 2010 | Dubai     |

Langebaan
| Afstand           | Tijd    | Datum         | Plaats   |
| ----------------- | ------- | ------------- | -------- |
| 100m vrije slag   | 48,64   | 19 maart 2012 | Adelaide |
| 100m vlinder slag | 52,26   | 1 mei 2013    | Adelaide |
| 200m vrije slag   | 1.47,76 | 27 april 2013 | Adelaide |
| 200m wisselslag   | 2.00,31 | 29 juli 2009  | Rome     |